# Poco a Poco Airport
Poco a Poco Airport är en flygplats i Chile.   Den ligger i provinsen Provincia de Biobío och regionen Región del Biobío, i den södra delen av landet, 500 km söder om huvudstaden Santiago de Chile. Poco a Poco Airport ligger 512 meter över havet.
Terrängen runt Poco a Poco Airport är kuperad åt sydost, men åt nordväst är den platt. Runt Poco a Poco Airport är det glesbefolkat, med 15 invånare per kvadratkilometer.. Det finns inga samhällen i närheten.
I omgivningarna runt Poco a Poco Airport växer i huvudsak städsegrön lövskog.